# Мирный труд
«Мирный труд» — общественно-политический и научный журнал, издававшийся в Харькове в 1902—1914 годах. Главный редактор — профессор историко-филологического факультета Харьковского университета Андрей Вязигин. Издание журнала было прекращено после начала Первой мировой войны.

## История
Первый номер журнала вышел в феврале 1902 года, всего в первый год было 5 выпусков, а сам он имел научно-литературный формат. С 1 января 1904 года издание стало выходить в обновлённой форме, в редакцию был набран штат постоянных сотрудников, а содержание журнала расширилось освещением общественно-политических вопросов. С 1907 года журнал полноценно стал ежемесячным, и такой формат сохранился даже после избрания его главного редактора Андрея Вязигина депутатом III Государственной думы. В конце 1914 года в условиях начавшейся Первой мировой войны и финансовых затруднений главного редактора издание журнала было прекращено:139.

## Содержание
В журнале рассматривались вопросы экономики, истории, этнографии, педагогики и народного образования, а также поэзия и проза местных авторов, обозрения и рецензии выходящих в России изданий, критика и библиография. Кроме этого, в журнале отражалась деятельность историко-филологического и физико-математического харьковских научных обществ:35.
Цель издания, сформулированная в его программе, определялась в том, чтобы в период бурных общественных потрясений «противопоставить политической борьбе ненасильственную трудовую деятельность, направленную на процветание Отечества». Согласно позиции главного редактора журнала Андрея Вязигина, «конечный исход всех революций ясно показывает, что они не приводили к намеченным идеальным целям».

## Авторы
С журналом сотрудничали харьковские учёные и общественно-политические деятели: лингвист и фольклорист Алексей Ветухов, историк Марин Дринов, юрист Николай Гредескул, филолог и историк Иван Нетушил:35.
Также Вязигину, как издателю журнала, удалось привлечь к сотрудничеству с изданием многих духовных лиц, правых публицистов и учёных не только из Харькова, но и всей Российской империи. Среди них были архиепископ Антоний (Храповицкий), архиепископ Макарий (Невский), академик Алексей Соболевский, профессор Владислав Залеский, профессор Николай Сергеевский, профессор Ф. С. Хлеборад, депутаты Государственной Думы Георгий Замысловский, Георгий Шечков, а также Дмитрий Хомяков (сын Алексея Хомякова), Николай Павлов и другие:139.

## Периодичность
- 1904—1906 — 10 раз в год[1]:139;
- 1907 — конец 1914 года — 12 раз в год[1]:139